# Sofija Pekić
Sofija Pekić, född den 15 februari 1953 i Lovćenac Serbien, är en jugoslavisk basketspelare som var med och tog OS-brons 1980 i Moskva. Detta var andra gången damerna deltog vid de olympiska baskettävlingarna, tillika Jugoslaviens första medalj på damsidan.